# Arnold Sowinski
Arnold Sowinski (Liévin, 1931. március 17. – Lens, 2020. április 2.) francia labdarúgó, kapus, edző.

## Pályafutása
1952 és 1966 között az RC Lens kapusa volt.
1969 és 1978 között, 1979 és 1981 között korábbi csapata vezetőedzője volt. Az 1972–73-as idényban bajnokságot nyert az együttessel a francia másodosztályban. 1988-ban és 1989-ben ideiglenes ismét a csapat szakmai munkáját irányította.
2020. április 2-án koronavírus okozta a halálát.

## Sikerei, díjai

### Edzőként
RC Lens
- Francia bajnokság – másodosztály (Ligue 2)
  - bajnok: 1972–73